# دائرة الضلعة
دائرة الضلعة إحدى دوائر ولاية أم البواقي الجزائرية . عاصمتها هي الضلعة وتضم بلديات :
- الضلعة
- الجازية